# Colocleora faceta
Colocleora faceta là một loài bướm đêm trong họ Geometridae.